# 김여철
김여철(金如鐵, 1585년~1660년)은 조선 양반 출신의 사무라이로, 일본에 살아가면서 와키타 나오카타(일본어: 脇田 直賢)라는 이름을 사용하여 활동하였고, 생애 말년에는 여철(如鐵)이라는 이름으로 활동했다.

## 생애
조선의 한성에서 태어났으며, 그의 아버지는 조선의 관료인 김시성(金時省)이었다.  1592년, 그의 아버지는 임진왜란 중에 사망했으며, 한성에서 일본군에 포로가 된 후, 그는 우키타 히데이에 부대에 의해 포로로 잡히게 되었다.  그는 '히젠 나고야성'(지금의 사가현 가라쓰시)으로 끌려간 다음 오카야마성으로 옮겨진 뒤 오카야마에서부터 히데이에의 아내인 고히메에게 키워졌다. 다음해에는 고히메는 가나자와로 가서 오빠 마에다 도시나가를 만났는데, 도시나가의 아내 에이히메는 김여철을 매우 좋아했기에 그를 가나자와에서 키우기로 결정했다.
1605년, 에이히메의 명에 따라 와키타 가문의 양자가 되었으며, 이름을 와키타 나오카타(脇田直賢)로 바꿨다. 그는 이후 오사카 전투에서 공을 세우며 활약했다.
그는 조선의 문관 출신인 아버지의 영향으로 문학에서도 깊은 조예를 보였으며, 말년에 출가한 이후부터는 다시 여철(如鉄)이라는 이름을 사용했다.

## 참고 자료
- 家伝: 金(脇田) 如鉄自伝 翻刻解説 보관됨 2016-03-04 - 웨이백 머신（笠井順一著、金沢大学教養部論集. 人文科学篇所収、1990年。リンク先は金沢大学学術情報リポジトリによる公開)